# Tako su se smijali
Tako su se smijali (tal. Così ridevano) talijanski je film snimljen 1998. godine, redatelja Giannija Amelija. Priča je to o dvojici braće koji pedesetih godina 20. stoljeća migriraju sa Sicilije na sjever Italije u potrazi za boljim životom. U glavnim su ulogama Enrico Lo Verso i Francesco Giuffrida.
Film je dobio Zlatnog lava 1998. godine. 

## Vanjske poveznice
- Tako su se smijali u internetskoj bazi filmova IMDb-a